# سید فتح‌الله حسینی
سید فتح‌الله حسینی (زادهٔ ۱۳۴۰ در جوانرود) نمایندهٔ حوزهٔ انتخابیهٔ پاوه، جوانرود و ثلاث باباجانی در دورهٔ چهارم و هشتم مجلس شورای اسلامی بوده‌است.